# Rolf Witting
Professor Rolf Johan Witting (født 30. september 1879, død 11. oktober 1944) var en berømt oceanograf og finsk politiker.
Witting forskede i vandstrømmene i havene omkring Finland. Han blev fil.lic. 1909 og fil.dr. 1910. Han var det finske havforskningsinstituts første direktør. En post, han beklædte fra 1918 til 1936. Witting var endvidere direktør for Helsinki Aktiebank.
Witting var medlem af Svenska folkpartiet i Finland og medlem af fire regeringer mellem 1926 og 1943. Han var viceudenrigsminister 1934–1936 og udenrigsminister 1940–1943. Som udenrigsminister var han hovedkraften bag Finlands tilnærmelse til Nazityskland efter nederlaget i Vinterkrigen 1939–1940, hvor Tyskland havde støttet den sovjetiske aggressor.

## Vurdering af Wittings politik
Witting døde i 1944 uden at have skrevet sine erindringer, og det menes, at hans personlige arkiv er blevet brændt. Da han skabte sig en række fjender i løbet af sin politiske karriere, og da han ikke kunne forsvare sig selv, er hans rolle i finsk politik ofte blevet vurderet kritisk både af finske og udenlandske historikere. Det hævdes ofte, at Witting så med foragt på demokrati, parlamentarisme og skandinaver, mens han var overdrevent imponeret af tysk videnskab, kultur og Hitlers nye Tyskland. Hans synspunkter var ikke usædvanlige blandt hans samtidige akademikere, hvoraf mange også var højtstående politikere, men måske mere udtalte end gennemsnittets.

## Udpegningen af Witting
Da han blev udpeget af statsminister Risto Ryti til udenrigsminister, var det et klart signal til udlandet om Finlands hensigt om at modstå Sovjetunionens forsøg på at påvirke finsk politik gennem Fredstraktaten i Moskva, som hovedsagelig havde til formål at undgå finsk-tysk samarbejde. Witting blev anset for at være en intelligent og dygtig forhandler, som var den rigtige til at føre de vanskelige forhandlinger med Sovjetunionen om gennemførelse af fredstraktaten, som man regnede med ville komme. Hans forhandlinger med Sverige og Tyskland kom imidlertid til at lide under hans mangel på diplomatisk snilde. Han er også blevet kritiseret for at have givet Finlands vigtige ambassadører i Moskva, Stockholm og London for lidt information.
På den anden side var valget af Witting et klart signal om Finlands politiske elites erkendelse af, at der ikke fandtes nogen stærkere ven at søge beskyttelse hos mod Sovjetunionen end det Tyskland, som Finland i slutningen af 1930'erne havde gjort sit bedste for at blive uvenner med. Og i den sidste ende var det gennem denne erkendelse, at Finland overlevede som et uafhængigt land, på grænsen til Sovjetunionen – men på den rigtige side af grænsen.
Witting var en overbevisende repræsentant for en ny tysk-venlig politik. Han tilhørte de kredse, som havde haft sympati for den halv-fascistiske Lapua-bevægelse, de kredse som havde størst forståelse for det "nye Tyskland" og var mest skeptiske over for de vestlige imperialistiske magter Frankrig og Storbritannien, og var modstander af Sverige, som efter deres mening var gledet faretruende langt ned ad glidebanen mod socialisme. Witting troede ikke, at der ville kunne komme noget godt ud af at samarbejde med de skandinaviske lande, og han anså sine svenske kolleger for at have en faderlig holdning over for Finland og finnerne.
Udpegningen af Witting til udenrigsminister har undret mange historikere og andre iagttagere af Finlands vej i det 20. århundrede. For mange har det været svært at finde ud af, hvorfor Ryti, som var anglofil og britisk ridder, skulle finde på at bede den tyskvenlige anti-demokrat Witting om at blive udenrigsminister efter at have fået afslag fra den vestligt orienterede Georg Achates Gripenberg, som anså sig selv for den forkerte til overbevisende at udføre den nødvendige tilnærmelse til Tyskland.
Man glemmer imidlertid ofte, at billedet af de krigsførende i 2. Verdenskrig i marts 1940, da Witting blev udpeget, er meget anderledes end det, vi har i dag. Krigen, som senere blev fortolket som en krig mellem det gode og det onde, virkede på daværende tidspunkt blot som et forsøg fra Sovjetunionens og Tysklands side på at generobre det, som uventet gik tabt ved afslutningen af 1. Verdenskrig. De to lande havde endnu ikke angrebet områder uden for deres gamle imperier. Ingen kunne vide, og få forudså, at Tyskland snart ville angribe de neutrale lande Danmark, Norge, Holland, Belgien og Luxembourg. Sovjetunionen blev endnu betragtet som det grusomste tyranni i verden, og nazisternes overgreb mod jøder og politiske modstandere forekom relativt harmløse i forhold til det folkemord, som de sovjetiske magthavere havde forårsaget mod landets besiddende klasser: Adel og bønder (kulakker, samt den voldsomme terror i forbindelse med udrensningerne indenfor alle grene af samfundet i 1930'erne.
Fremtidige tyske overgreb mod civile i de besatte områder i almindelighed, og mod slaver og jøder i særdeleshed, var svære at forestille sig for finnerne, som så op til tysk kultur og videnskab, frem for noget andet. Hvis noget land i marts 1940 skulle have fået prædikatet "ondskabens imperium", ville det have være Sovjetunionen og ikke Tyskland.
Forholdet til Nazityskland, som Finland i 1930'erne bevidst havde ladet nedkøle, måtte gøres varmere, hvis Finland skulle have en chance for at overleve, næste gang Sovjetunionen angreb landet. Ifølge finnerne havde Vinterkrigen vist, at svenskerne, franskmændene og briterne enten manglede evnen eller viljen til at støtte Finland. Finsk udenrigspolitik i slutningen af 1930'erne var slået fejl, og nu var tiden inde for dens kritikere til at tage over.